# Mário Seixas
Mário Seixas (Campos dos Goytacazes, 22 de abril de 1902 – ?) foi um futebolista brasileiro, que atuava como atacante.
Mário foi descrito por Nelson Rodrigues como um "jogador ágil, elástico, rápido e com um altíssimo domínio de bola".

## Carreira
Mário Seixas foi revelado pelo Americano, de sua cidade natal, onde atuou entre 1920 e 1925. Com o Americano, conquistou quatro vezes o campeonato citadino de Campos, em 1921, 1922, 1923 e 1925.
Jogou em três partidas pela Seleção Brasileira em 1923. Neste ano, fez parte da Seleção no Campeonato Sul-Americano de 1923, participando de três partidas.
Em seguida, atuou pelo Bahiano de Tênis. Em 1929, o Santos excursionou à Bahia e a partida entre o Peixe e o Bahiano foi a primeira transmissão à longa distância de um jogo de futebol, em 12 de maio, partida essa que inaugurou os refletores do Estádio da Graça, em Salvador. Mário Seixas se destacou, marcando os 2 gols da derrota por 4x2 e em 1930 foi contratado pelo Santos.
Em 1933, participou do primeiro jogo profissional do Brasil, entre Santos e São Paulo, no Estádio Urbano Caldeira, no dia 12 de março.
Pelo Peixe, onde ficou até 1936, marcou 69 gols.

### Títulos
Americano
- Campeonato Citadino de Campos (Campeonato Campista): 1921, 1922, 1923 e 1925

Bahiano de Tênis
- Taça Rodriguez Alves: 1923
- Campeonato Baiano: 1927

Santos
- Campeonato Paulista: 1935

Individual
- Artilheiro do Campeonato Baiano: 1928 (9 gols)[16]
- Artilheiro do Campeonato Brasileiro de Seleções: 1928 (7 gols)[17]